# Kondor
A Kondor régi magyar családnév. Az egyéni tulajdonságokra utaló családnevek kategóriájába tartozik, és becenév valakinek, akinek göndör haja van.

## Más nyelvekben
- Kučera – csehül, szlovákul

## Híres Kondor nevű személyek
- Kondor Ádám (1964) magyar zeneszerző
- Kondor Attila (1974) magyar grafikusművész
- Kondor Béla (1931–1972) magyar festőművész, grafikus, költő
- Kondor Bernát (1884–1942) magyar szocialista agitátor, nyomdász
- Kondor Ernő (1881–1951) magyar színész, kabaréigazgató, nótaszerző.
- Kondor Gusztáv (1825–1897) magyar csillagász, geodéta, matematikus
- Kondor György (1921–1945) magyar festő, grafikus
- Kondor Ilona (1917–1985) magyar színésznő
- Kondor Katalin (1946) magyar közgazdász, újságíró, rádióelnök
- Kondor Lajos (1926–2006) magyar grafikus
- Kondor Lajos (1928–2009) magyar születésű verbita szerzetes
- Kondor László (1895–1972) magyar író, újságíró, műfordító
- Kondor László (1941) magyar származású amerikai hivatásos fényképész, fotóriporter
- Kondor Lipót (1902–1976) magyar zongoraművész, zeneszerző

## Lásd még
- Göndör – magyar